# Ibn Taghribirdi
Dschamal ad-Din Yusuf ibn al-Amir Saif ad-Din Taghribirdi (arabisch جمال الدين يوسف بن الأمير سيف الدين تغري بردي, DMG Ǧamāl ad-Dīn Yūsuf b. al-Amīr Saif ad-Dīn Taġrī Birdī), kurz Ibn Taghribirdi, (* ca. 1409/1410; † 1470) war ein ägyptischer Historiker, der aus der türkischen Mamlukenelite Kairos stammte.  Er studierte bei al-Maqrīzī und al-Ayni, zwei der führenden Historiker dieser Zeit.  Er schrieb eine mehrbändige Chronik des damaligen Mamlukenreichs unter dem Namen النجوم الزاهرة في ملوك مصر والقاهرة / an-Nuǧūm az-zāhira fī mulūk Miṣr wa-l-Qāhira.

## Leben und Persönlichkeit
Ibn Taġrībirdī wurde um 1409/10 in Kairo als Sohn eines hochrangigen Mamluken-Emirs und einer türkischen Sklavin geboren. Sein Vater war zu dieser Zeit Oberkommandierender der ägyptischen Armee und wurde Anfang 1411 zum nā’ib as-salṭana von Damaskus, also zum Vizekönig in dieser wichtigen Stadt, ernannt, starb aber bereits am 28. April 1412. Gemeinsam mit seinen Geschwistern wurde der kleine Yūsuf nun nach Kairo zurückgebracht, wo er zunächst von seiner Schwester, die zuerst den Oberqādī der Hanafiten und später den der Schāfiʿiten heiratete, erzogen wurde. Bereits im Alter von fünf oder sechs Jahren wurde er dem Mamlukensultan al-Mu'aiyad Schaich vorgestellt.
Ibn Taġrībirdī war als awlād al-nās – das waren die Söhne von Mamluken-Emiren – zwar Angehöriger der Mamluken-Elite, wuchs aber in einem gelehrten Umfeld auf und erhielt als solcher eine umfassende Ausbildung. Den meisten awlād al-nās wurde nahegelegt, einen Berufsweg in der Verwaltung oder als Religionsgelehrter einzuschlagen. Nach seiner Haddsch im Alter von 13 oder 14 Jahren setzte er seine Studien fort, und zwar neben ḥanafitischer Rechtslehre auch Arabische Grammatik, Rhetorik, Belletristik, Poesie, Astronomie, Medizin, Musik, Türkisch, Persisch, und vor allem Geschichte, wobei seine Lehrer al-Maqrīzī und Badr ad-Dīn al-ʻAynī waren. Er selbst schreibt im an-Nuǧūm, dass sein Interesse für Geschichtsschreibung geweckt wurde, als er Zeuge der Begegnungen zwischen al-ʻAynī und Sultan Barsbay wurde, in deren Verlauf der Sultan dem Historiker gegenüber seine Wertschätzung zum Ausdruck brachte, indem er betonte, dass es al-ʻAynī war, der ihm alles über das Regieren und was es heißt, ein guter Moslem zu sein, gelehrt hätte.
Schließlich wurde Ibn Taġrībirdī zunächst in den niedrigsten Rang eines „Emirs von fünf (Mamluken)“ inklusive eines Einkommens aus einem Lehen erhoben. Im Alter von etwa 20 Jahren erhielt er eine umfassende militärische Ausbildung und wurde zu einem exzellenten Reiter. Er wurde zu einem Vertrauten von Sultan Barsbāy, den er seit Oktober 1430 unter anderem bei seinen Jagden und im Sommer 1432 sogar auf einem Feldzug in Nordsyrien begleitete. Unter Sultan Dschaqmaq setzte sich diese enge Beziehung zum Hof fort, und mit dessen Sohn Muḥammad verband ihn eine enge Freundschaft. Ihm widmete er sogar sein Hauptwerk an-Nuǧūm, und Muḥammad heiratete seine Nichte. Ibn Taġrībirdī war also dem Hof eng verbunden und lebte in äußerst komfortablen Umständen. Sein Einkommen ermöglichte es ihm, eine große Grabmoschee für sich unweit jener von Sultan al-Aschraf Sayf ad-Din Inal erbauen zu lassen. Er starb am 5. Juni 1470 im Alter von etwa 60 Jahren.

Ibn Taġrībirdī wurde als umgänglicher Zeitgenosse und anregender Gesprächspartner geschätzt. Er wurde als großzügig, großherzig und mit einem ruhigen und angenehmen Temperament ausgestattet geschildert und war für seine hohe Moral und seine Frömmigkeit bekannt. Dennoch war er nach dem Urteil seiner Zeitgenossen auch zu offener Kritik an Menschen und Zuständen imstande. So schrieb er, obwohl selbst der mamlukischen Militäraristokratie entstammend: 

„Heil dieser Zeit und ihren Menschen! Wie großartig waren ihre Taten; wie großartig war die Art und Weise, mit der sie die Jungen erzogen und die Alten ehrten. Deshalb regierten sie das Land und die Menschen waren’s [sic!] zufrieden. Sie gewannen die Herzen ihrer Untertanen und erlangten hohe Ämter. In unserer Zeit [also der Mitte des 15. Jahrhunderts, P.Th.] aber sind sie genau das Gegenteil von alldem. Die Befehlshaber sind unwissend und die jungen Mamluken bösartig.“

 Sowohl Ibn Taġrībirdī als auch sein Lehrer al-Maqrīzī waren stark von Ibn Chaldūns Bild eines prosperierenden Ägyptens geprägt und empfanden daher ihre eigene Epoche als eine Periode des Niedergangs. Während aber al-Maqrīzī vor allem die schlechte Wirtschaftspolitik der Burdschiyya-Dynastie dafür verantwortlich machte, und der Militäraristokratie seit dem ersten dieser v. a. aus dem Kaukasus stammenden Tscherkessen-Sultane, Barqūq, besonders „drei Schändlichkeiten“ vorwarf, nämlich Homosexualität, Korruption und die Flaute der Wirtschaft, legte Ibn Taġrībirdī im Bestreben, diese Vorwürfe zu entkräften, lang und breit dar, dass jede dieser „drei Schändlichkeiten“ schon vor Barqūqs Machtantritt im ganzen Land weitverbreitet waren. Er selbst sieht die Hauptursachen für den Niedergang des Reiches und seiner Institutionen vielmehr in der geschwächten Autorität der Herrscher und zunehmender Ungerechtigkeit.
Von einem modernen Historiker wurde Ibn Taġrībirdī auch als „offizieller Historiker der Tscherkessen-Sultane“ bezeichnet. Als Sohn eines hochrangigen Mamluken hatte er Verbindungen zum Sultanshof, die es ihm ermöglichten, seinem Lehrer al-ʻAynī als „Hofhistoriker“ nachzufolgen, und als solcher glorifizierte er die Herrschaft von Sultan Dschaqmaq, mit dem er eng befreundet war. Ibn Taġrībirdī wurde aber auch – wahrscheinlich wegen seiner Großspurigkeit und seinem Hang, die Übersetzungen türkischer Wörter durch seine Fachkollegen zu korrigieren – von vielen Chronisten nicht nur als ‘āmmī (Gemeiner) und Ignorant abgestempelt, sondern auch als befangen gegenüber den Türken und, was eine noch schwerwiegendere Anschuldigung darstellte, gegenüber den Kopten. Darüber hinaus kritisiert Little seine oft ungenaue und wahllose Verwendung von Quellen und seine Neigung, Material, das er in zeitgenössischer Literatur fand, zu ignorieren oder umzuarbeiten.
Aber es ist die Qualität seines Werks, die nicht nur von seinen zeitgenössischen Fachkollegen inklusive al-ʻAynī, sondern bis heute anerkannt ist, und die ihn hinter al-Maqrīzī als zweitwichtigsten Historiker des mittelalterlichen Ägyptens ausweisen. Abgesehen davon gewähren auch gelehrte awlād al-nās normalerweise keinen exklusiven Einblick in die Mentalität der Mamluken – außer vereinzelten gelehrten Anmerkungen zur arabischen Bedeutung türkischer Begriffe, die von den Mamluken verwendet wurden, und einem augenfälligen Stolz auf ihre Rolle in der Verteidigung eines bedrohten Islams im 13. und frühen 14. Jahrhundert. Ibn Taġrībirdī im 15. und Ibn al-Dawādārī im 14. Jahrhundert sind hier die Ausnahmen, die gelegentlich einen Hinweis auf die Bedeutung einiger mamlukischer Gewohnheiten oder Handlungen liefern.

## Werke
Ibn Taġrībirdīs erstes wichtiges Werk war ein biographisches Lexikon mit dem Titel al-Manḥal aṣ-ṣāfī wa-l-mustawfī baʻd al-wāfī in 6 Bänden, das vor allem dem Leben der Sultane und wichtigen Emire Ägyptens von 1248 bis 1451 gewidmet ist. Bereits einige Jahre vor der Fertigstellung des Manhal hatte er mit der Arbeit an seiner berühmten Geschichte Ägyptens unter dem Titel an-Nuǧūm az-zāhira fī mulūk Miṣr wa-l-Qāhira begonnen (dt. etwa „Die leuchtenden Sterne: Über die Könige von Ägypten und Kairo“).
Nach dem Tod der beiden damals wichtigsten Historiker al-Maqrīzī (1442) und al-ʻAynī (1451) fühlte er sich berufen, deren Werk fortzuführen. Da er der Ansicht war, al-ʻAynī sei in seinen letzten Jahren wegen seines hohen Alters in seinen Texten unzuverlässig geworden beschloss er, al-Maqrīzīs großangelegte Chronik as-Sulūk li-maʻrifat duwal al-mulūk unter dem Titel Ḥawādiṯ ad-duhūr fī madā al-ayyām wa-š-šuhūr (dt. etwa „Die Ereignisse während des Umfangs der Tage und Monate“) fortzuschreiben, die folglich im April 1441 einsetzt. Diese Chronik ist ausführlicher als an-Nuǧūm und behandelt neben politischen auch vermehrt wirtschaftliche Aspekte.
Schließlich wandte sich Ibn Taġrībirdī aber wieder an-Nuǧūm zu und schrieb in der Folge gleichzeitig an diesem Werk und am Ḥawādiṯ. Ab dem Jahr 1451 ist an-Nuǧūm in der Tat eine Art Zusammenfassung des Ḥawādiṯ. Ibn Taġrībirdī hat noch einige andere historische Werke verfasst – hauptsächlich Zusammenfassungen von an-Nuǧūm.